# Hribovske trdnjave Radžastana
Hribovske trdnjave Radžastana je šest utrdb, ki se razprostirajo po državi Radžastan v severni Indiji. Zbrane so bile v niz in leta 2013 in vpisane na seznam Unescove svetovne dediščine. Serija trdnjav vključuje - trdnjavo Čitor v Čitorgarhu, trdnjavo Kumbhalgarh v Radžsamandu, trdnjavo Ranthambore v Savai Madhopurju, trdnjavo Gagron v Džhalavarju, trdnjavo Amber v Džaipurju in trdnjavo Džaisalmer v Džaisalmerju.
Radžastan ima več kot sto trdnjav na hribih in goratem terenu. Hribovske trdnjave Radžastana so bile sprva predložene Unescu kot serijska lastnina, ki jo tvori pet radžputskih trdnjav v pogorju Aravali in jih je med 5. in 18. stoletjem zgradilo in izboljšalo več radžputskih kraljev iz različnih kraljestev. trdnjava Mehrangarh v Džodhpurju je na hribu, vendar je UNESCO ne priznava kot dediščino. Nekatere od teh trdnjav imajo obrambno utrdbeno obzidje, dolgo do 20 km, še vedno ohranjena urbana središča in še vedno v uporabi mehanizem za zbiranje vode.

## Izbira
Serija naj bi bila izbrana kot Unescov seznam svetovne dediščine, da bi poudarili kulturo in arhitekturo radžputskih trdnjav na vrhu hribov.
Država pogodbenica Radžastan je predstavila pregled postopka izbire mest za serijo trdnjav na hribih in izbranih meril. Merila, ki so bila rezultat izbirnega postopka, so sledila štirim naslednjim kriterijem: trdnjave so bile prilagojene geografiji vrhov hribov, trdnjave so bile centri moči, vključevale so sveta območja in trdnjava je bila zasnovana z urbanimi naselji.
Radžputi so se držali arhitekturnih besedil, ki so kategorizirala različne tipologije trdnjav glede na njihovo geografijo. Najzgodnejše literarne omembe so razlikovale štiri vrste trdnjav; trdnjave na hribu, vodne trdnjave, gozdne trdnjave in puščavske trdnjave. Ta serija območij svetovne dediščine je bila ustvarjena izključno na trdnjavah na vrhu hriba v Radžastanu. To je izključilo številne trdnjave izključno na podlagi tipologije, kot je trdnjava Džunagarh, ki je prizemna trdnjava. Poleg tega so bile izključene trdnjave, ki niso bile zasnovane za urbano naselbino. Mehrangarh je bila, čeprav je na vrhu hriba, utrjena citadela za dvor, ki ni imela mestne naselbine za civiliste. Toda UNESCO je ne priznava kot dediščino.
Začetni seznam trdnjav Radžastana je bil ustvarjen na podlagi vseh trdnjav, ki jih je zabeležil Arheološki zavod Indije. Od stotine trdnjav je bilo 54 nadalje pregledanih, saj so imele skupne značilnosti vojaške arhitekture Radžputa. Država pogodbenica je pojasnila, kako je bila iz tega začetnega seznama izbrana manjša skupina, sestavljena iz 24 najpomembnejših trdnjav Radžastana, ki so si vse delile ključne vidike trdnjav Radžputa. Ta številka je bila kmalu zmanjšana na 13. S tega seznama je bilo prvotno izbranih pet trdnjav, ki so vse bile na pogorju Aravali in so pripadale različnim klanom. Šesta trdnjava Džaisalmer je bila v serijo dodana kasneje.

## Hribovske trdnjave

### Trdnjava Čitor
Trdnjava Čitor, znana tudi kot trdnjava Čitod, je ena največjih trdnjav v Indiji. Bila je glavno mesto Mevarja in stoji v današnjem mestu Čitorgarh. Razprostira se na hribu, visokem 180 m, na območju 280 ha  nad ravninami doline, ki jo odmaka reka Berač. Čitorgarh se je prvotno imenoval Čitrakut. Zgradil naj bi ga lokalni vladar Mori Radžput Čitrangada Mori. Po eni legendi je ime trdnjave izpeljano po njenem graditelju. Druga ljudska legenda pripisuje gradnjo trdnjave legendarnemu junaku Bhimi: pravi, da je Bhima tu udaril ob tla, zaradi česar je na dan privrela voda in oblikovala velik rezervoar. Vodno telo, ki naj bi ga oblikoval Bhima, je umetni rezervoar, imenovan Bhimlat Kund. Na robu jezera Džaimal Pata je bilo najdenih več majhnih budističnih stup iz 9. stoletja, ki temeljijo na pisavi.

### Trdnjava Kumbhalgarh
Trdnjava Kumbhalgarh, znana tudi kot Veliki indijski zid, je trdnjava Mevar na zahodnem območju pogorja Aravali. Trdnjava je med največjimi na svetu. Zgodnje zgodovine trdnjave ni bilo mogoče ugotoviti zaradi pomanjkanja dokazov. Preden je Rana Kumbha zgradil novo trdnjavo, je obstajala majhna utrdba, omejena na majhno hribovito območje, ki naj bi jo zgradil kralj Samprati iz Maurja in je bila znana kot Matsjaendra Durg. Trdnjavo, ki jo vidimo, je zgradil Rana Kumbha iz klana Sisodia radžput. Kumbha je vzel pomoč slavnega arhitekta tiste dobe, Mandana. Od 84 trdnjav v svoji oblasti naj bi jih Rana Kumbha zgradil 32, od katerih je Kumbhalgarh največja in najbolj dovršena. V trdnjavi je več kot 70 templjev, tako džainistični kot hindujskih.

### Trdnjava Amber
Trdnjava Amber je trdnjava v kraju Amber. Stoji visoko na hribu in je glavna turistična atrakcija v Džaipurju. Trdnjava Amber je znana po elementih umetniškega sloga. S svojim velikim obzidjem in nizom vrat ter tlakovanih poti trdnjava gleda na jezero Maota, ki je glavni vir vode za palačo Amber. Amber je bila država Meena, ki ji je vladal njegov klan Susavat. Potem ko ga je premagal, je Kakil Deo, sin Dulherai, naredil Amber za glavno mesto Dhundharja po Khohu. T Trdnjavo Amber je prvotno zgradil Radža Man Singh. Džai Singh I. jo je razširil. V naslednjih 150 letih so vladarji izboljševali in dopolnjevali, dokler niso Kačvahe prenesli svoje prestolnice v Džaipur v času Savai Džai Singha II. leta 1727.

### Trdnjava Ranthambore
Trdnjava Ranthambore je trdnjava na hribu znotraj narodnega parka Ranthambore, blizu mesta Savai Madhopur. To je mogočna trdnjava, ki je bila osrednja točka zgodovinskega razvoja Radžastana. Natančen izvor trdnjave Ranthambore je še vedno sporen, vendar je splošno sprejeto, da je na mestu trdnjave obstajala naselbina že v 8. stoletju našega štetja. Domneva se, da so trdnjavo zgradili Čahamani. Najverjetneje se je začela graditi sredi 10. stoletja našega štetja in se nadaljevala še nekaj stoletij po tem. V 13. stoletju jo je Delhijski sultanat za kratek čas zavzel. Trdnjava nudi panoramski pogled na okoliški narodni park Ranthambore in je zdaj priljubljena turistična atrakcija.

### Trdnjava Džaisalmer
Trdnjava Džaisalmer stoji v mestu Sžaisalmer. Verjame se, da je ena redkih »živih trdnjav« na svetu (kot je Carcassonne v Franciji), saj skoraj ena četrtina prebivalstva starega mesta še vedno prebiva v trdnjavi. To je druga najstarejša trdnjava v Radžastanu, ki jo je leta 1156 zgradil Radžput. Legenda pravi, da je trdnjavo zgradil Raval Džaisal, Bhati Radžput, leta 1156 n. št.. Zgodba pravi, da je nadomestila prejšnjo gradnjo v Lodhruvi, s katero Džaisal ni bil zadovoljen. Tako je bila ustanovljena nova prestolnica, mesto Džaisalmer.

### Trdnjava Gagron
Trdnjava Gagron je trdnjava na hribu v okrožju Džhalavar. Je primer trdnjave na hribu in vodi. Zgradil jo je Bidžaldev Singh Dod (radžputski kralj) v 12. stoletju. Kasneje sta trdnjavo nadzorovala tudi Šer šah Suri in Akbar. Trdnjava je zgrajena na sotočju reke Ahu in reke Kali Sindh. Je s treh strani obdana z vodo, s četrte pa z jarkom, zato je dobila ime Džaladurg. Trdnjava naj bi videla 14 bitk in 2 jauhar (samosežig radžputskih žensk) kraljic.

## Galerija
- Pogled na trdnjavo Amber z druge strani ceste
- Trdnjava Džaisalmer
- Jainistični tempelj znotraj trdnjave Džaisalmer
- Vhod Ganesh Pol, trdnjava Amber
- Šeeš Mahal, trdnjava Amber
- trdnjava Amber
- Kumbhalgarh
- Džaisalmer
- Pogled iz zraka na trdnjavo Kumbhalgarh
- Tempelj Trikuta, trdnjava Kumbhalgarh
- Trdnjava Ranthambhore
- Jainistični tempelj, Trdnjava Ranthambhore
- Trdnjava Gagron
- Trdnjava Čitor
- Kirti Stambh v Trdnjavi Čitor
- Kirti Stambh v Trdnjavi Čitor
- Vidžaj Stambha v Trdnjavi Čitor